# Peponium chirindense
Peponium chirindense är en gurkväxtart som först beskrevs av Bak. f., och fick sitt nu gällande namn av Célestin Alfred Cogniaux. Peponium chirindense ingår i släktet Peponium och familjen gurkväxter. Inga underarter finns listade i Catalogue of Life.